# Zawsze tam, gdzie ty
Zawsze tam, gdzie ty – album studyjny zespołu Lady Pank, wydany w 1990 roku nakładem ZPR Records na płycie winylowej i nakładem Jan Borysewicz & Zbigniew Mamok w formie płyty CD. Stanowi jedyną płytę w dyskografii grupy nagrany z Piotrem Urbankiem i Kostkiem Joriadisem w składzie.

## Lista utworów
Strona A
1. „Dopóki da czas” (muz. J. Borysewicz; sł. J. Skubikowski) – 4:45
2. „Przerwa w trasie” (muz. J. Borysewicz; sł. J. Skubikowski) – 3:55
3. „Co mnie to obchodzi” (muz. J. Borysewicz; sł. J. Skubikowski) – 3:50
4. „Jak igła” (muz. J. Borysewicz; sł. J. Skubikowski) – 4:18
5. „Nie omijaj mnie” (muz. J. Borysewicz; sł. J. Skubikowski) – 4:37

Strona B
1. „Niedokończona ulica” (muz. J. Borysewicz; sł. J. Skubikowski) – 4:42
2. „Nie wpychaj mnie w to dno” (muz. J. Borysewicz; sł. J. Skubikowski) – 4:20
3. „Zawsze tam, gdzie ty” (muz. J. Borysewicz; sł. J. Skubikowski) – 4:16
4. „Zapłacę każdą cenę” (muz. J. Borysewicz; sł. J. Skubikowski) – 3:17
5. „Wiara we wroga” (muz. J. Borysewicz; sł. J. Skubikowski) – 3:28

## Muzycy

### Skład zespołu
- Jan Borysewicz – gitara, chórki
- Janusz Panasewicz – wokal
- Piotr Urbanek – gitara basowa
- Jarosław Szlagowski – perkusja, instrumenty perkusyjne
- Kostek Joriadis – syntezatory, chórki

#### Gościnnie
- Rafał Paczkowski – Hammond, fortepian, syntezatory

## Produkcja
- Nagrywany w: Studio S-4 w Warszawie
- Produkcja i realizacja nagrań – Rafał Paczkowski
- Organizacja nagrań oraz management – Jadwiga Pacek
- Licencja: Biuro Usług Promocyjnych Sopot
- Zdjęcia – Lidia Popiel
- Projekt graficzny – Andrzej Opoka